# VSWR-Messbrücke
Eine VSWR-Messbrücke (auch genannt: Reflexionsfaktormessbrücke, englisch VSWR bridge oder SWR bridge) ist eine spezielle elektrische Schaltung, die in der Hochfrequenzmesstechnik verwendet wird. Sie dient zur Messung des Stehwellenverhältnisses (englisch Voltage Standing Wave Ratio), abgekürzt VSWR, beziehungsweise des Reflexionsfaktors von elektrischen Messobjekten, wie beispielsweise von Antennen, Dämpfungsgliedern, Filtern oder Verstärkern.
VSWR-Messbrücken überstreichen Frequenzbereiche von wenigen Kilohertz (kHz) bis zu einigen Gigahertz (GHz). Noch größere Bandbreiten erzielt man durch interne Verwendung einer Detektordiode. Allerdings geht dabei die Phaseninformation verloren, man erhält dann also nur skalare Messwerte (Betrag des Reflexionsfaktors). Solche Schaltungen werden als SWR Autotester bezeichnet.

## Prinzip

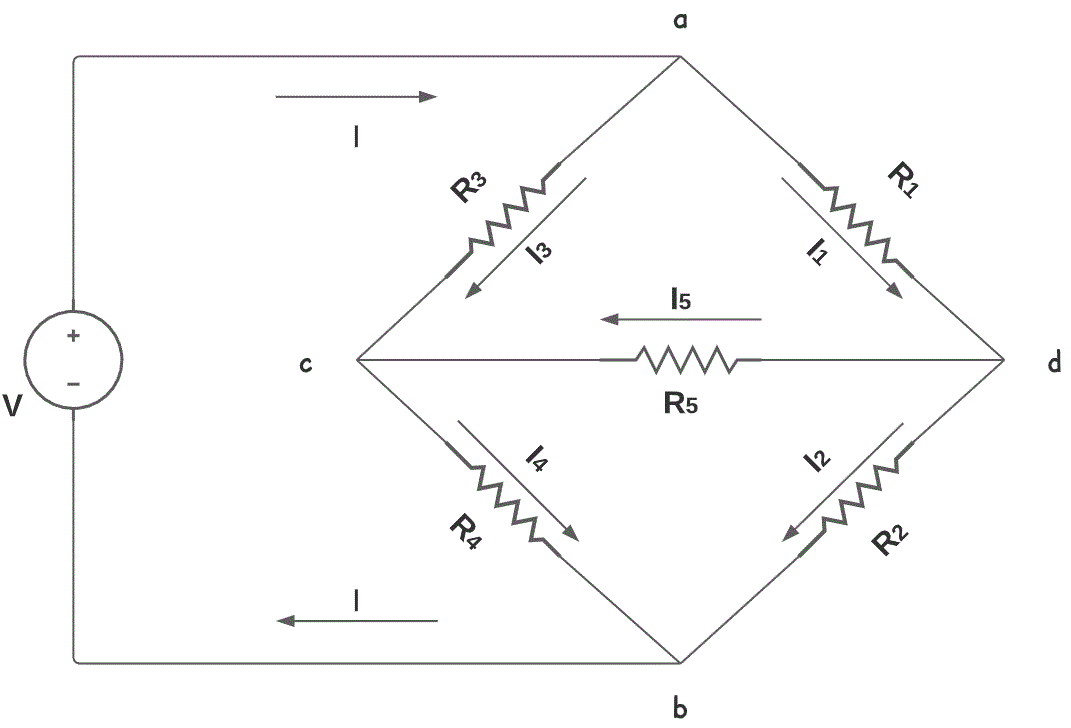
Grundaufbau einer VSWR-Messbrücke

Aufgebaut ist eine VSWR-Messbrücke prinzipiell ähnlich wie eine Wheatstonesche Messbrücke mit dem wichtigen Unterschied, dass anders als dort die Spannung in der Brückendiagonale (gebildet durch die Punkte c und d im Bild) nicht hochohmig gemessen wird, sondern, dass sich hier ein weiterer Widerstand befindet (im Bild genannt R5). In der Regel beträgt der Wert der Widerstände einheitlich 50 Ω. Es gibt aber auch Messbrücken für andere Impedanzen, beispielsweise 75 Ω.
Komplettiert wird der Messaufbau durch eine Signalquelle (im Bild hier durch eine Gleichspannungsquelle symbolisiert), die die hochfrequente Wechselspannung als Eingangssignal zur Verfügung stellt. Auch diese ist durch ihren Innenwiderstand gekennzeichnet, in der Regel ebenfalls 50 Ω.
Im Prinzip besteht der Messaufbau somit aus insgesamt sechs Widerständen, die man mit R0 (für die Quelle) bis R5 bezeichnen kann. Man erkennt, dass wenn alle Widerstände den gleichen Wert aufweisen, die Spannung in der Brückendiagonale (am Widerstand R5) null ist.
Tatsächlich wird nun einer der Widerstände, beispielsweise R4, als Messobjekt definiert. Dieser habe einen unbekannten und zu bestimmenden komplexen Widerstand Z. Wie gesagt, ist der (im Bild nicht gezeichnete) R0 der Innenwiderstand des Generators (der Quelle) und R5 der Innenwiderstand des Indikators. Beide sind somit, wie auch das Messobjekt, keine Bestandteile der Messbrücke. Diese wird nur von den drei Widerständen R1 bis R3 verkörpert.
Die beiden oberen Widerstände (R1 und R3) bilden einen Signalteiler, der das Eingangssignal für die Brücke in eine linke Messhälfte und eine rechte Referenzhälfte aufteilt. Während sich das Messobjekt mit seiner unbekannten Impedanz Z an der Stelle von R4 befindet, ist symmetrisch dazu auf der rechten Seite ein Referenzwiderstand R2 angeordnet. Dieser ist bei kommerziellen Messbrücken besonders präzise gestaltet und stellt sehr genau 50 Ω dar, also die Referenzimpedanz Z0. Dagegen ist die Präzision der beiden Signalteilerwiderstände sekundär. Sie müssen möglichst gleiche Impedanzen aufweisen, jedoch nicht zwingend präzise und breitbandig 50 Ω darstellen.
Von außen betrachtet, ist die Messbrücke somit ein Dreitor (siehe auch: Foto unter Weblinks) und besteht aus dem Eingangstor (R0), dem Messtor (R4) und dem Ausgangstor (R5).

## Symmetrierübertrager
Da Hochfrequenzsignale zumeist erdunsymmetrisch, häufig koaxial, verarbeitet werden, muss jeder der genannten drei Widerstände (R0, R4 und R5) mit jeweils einer Seite zwingend auf Masse liegen. Würde man dies in der gezeichneten Schaltung unmittelbar tun, dann wäre einer der Widerstände kurzgeschlossen. Um dies zu verhindern, wird bei der praktischen Ausgestaltung einer VSWR-Messbrücke die Spannung in der Brückendiagonale mithilfe eines Symmetrierübertragers (Balun) erdsymmetrisch abgegriffen und erdunsymmetrisch nach außen geführt.
Der Symmetrierübertrager ist hier sozusagen ein notwendiges Übel. Er stellt die frequenzbegrenzende Komponente der praktisch realisierten Messbrücke dar.

## Messung
Gemessen wird die Spannung in der Brückendiagonale. Sie ist nach Betrag und Phase ein direktes Maß für den komplexen Reflexionsfaktor r des Messobjekts
{\displaystyle r={\frac {Z-Z_{\mathrm {0} }}{Z+Z_{\mathrm {0} }}}}
und damit auch für dessen Stehwellenverhältnis s
{\displaystyle s={\frac {1+|r|}{1-|r|}}}

## Eigenschaften
Durch Unvollkommenheiten der Komponenten der Messbrücke, wie des Signalteilers, des Referenzwiderstandes (R2) und des Symmetrierübertragers, weicht der gemessene Reflexionsfaktor vom tatsächlichen (wahren) Wert mehr oder weniger stark ab. Zwei wichtige charakteristische Kenngrößen für die Qualität einer Messbrücke, und damit für die Genauigkeit der Reflexionsmessung, sind die Direktivität (Richtverhältnis) der Brücke sowie die Anpassung ihres Messtors. Gute Werte für die Praxis sind 46 dB Direktivität und 26 dB Messtoranpassung.

## Autotester
Wird die in der Brückendiagonale abfallende (hochfrequente) Spannung nicht mithilfe eines Symmetrierübertragers ausgekoppelt, sondern stattdessen hier mit einer Diode detektiert, dann erhält man ein Gleichspannungssignal, das ein Maß für den Betrag des Reflexionsfaktors darstellt. Nachteilig ist, dass die Phaseninformation verlorengeht. Vorteilhaft ist, dass auf den Symmetrierübertrager verzichtet werden kann und dadurch eine deutlich höhere obere Frequenzgrenze im Bereich von einigen zehn Gigahertz erreichbar ist.
Schaltungen dieser Art werden als SWR Autotester oder kurz als Autotester bezeichnet.